# Musée de l'auto ancienne de Richmond
Le Musée de l’auto ancienne de Richmond est un musée exposant des automobiles de 1908 jusqu’à 1973. Il est situé à Richmond, dans la région touristique des Cantons-de-l’Est, au Québec.

## Description
Le Musée de l’auto ancienne de Richmond a comme exposition une cinquantaine d’autos, dont une Rolls Royce évaluée à plus de 440 000 $ ayant appartenu au chanteur Engelbert Humperdinck . La collection de véhicules anciens est évaluée à plus de 1,8 million de dollars .
Pour chacune de ces voitures, sont présentés leurs caractéristiques et les détails de leur construction, l’historique de leurs constructeurs, les évènements produits avec ces autos, etc. Le but du musée est d’interpréter l’histoire des automobiles au Québec.
La collection compte également plus de 1 500 exemplaires de reproductions miniatures de voitures. Le musée offre également la possibilité de faire des circuits touristiques en voiture d’époque avec chauffeur.

## Histoire
Le Musée a été réalisé par Michel et Bernard Proulx, et de leur père André Proulx qui a déjà possédé plus de 3 000 voitures avec son ancienne compagnie de recyclage. Le musée a été financé en majeure partie d’investisseur privés soit l’entreprise Anpro propriété des frères Proulx, qui ont investi plus de 1,5 million de dollars dans un bâtiment de 17 200 pieds carrés. La Ville de Richmond et son Comité de promotion industrielle de la zone de Richmond (CPIR) ont contribué en 2004 à la réalisation du projet, de même que la MRC du Val-Saint-François. Le musée a commandé des investissements de plus 2,7 millions. Le musée a été inauguré le 20 juin 2005.
 

## Festival
Pour la première fois depuis 25 ans, la ville de Richmond a créé le Festival de l’auto ancienne qui se veut pour l’inauguration du Musée de l’auto ancienne de Richmond quelques mois avant. Cette année, c’était sa 11e édition.

## Autres musées
En 2003, l’association Pouët-Pouët suryquoise  projetait de créer un musée de l’auto ancienne, un musée que l’on souhaitait voir devenir «un pôle d’intérêt pour Sury et ses environs». En 2004, le projet n’était pas avancé, mais elle souhaitait toujours de créer de musée de l’automobile ancienne et était à la recherche d’un local.